# Pedro Soares Martínez
Pedro Mário Soares Martínez (Conceição Nova, Lisboa, 21 de Novembro de 1925 — Lisboa, 12 de abril de 2021) foi um professor universitário, político e advogado português.

## Biografia
Era filho do atuário de seguros Pedro Nicolás Martinez, natural de Santander (Espanha), e de Maria Cândida Soares Martinez, doméstica, natural das Caldas da Rainha.
A 17 de setembro de 1947, casou na Sé de Lisboa com Clarisse Tavares de Almeida Afonso Romano (Sé, Lisboa, 1921 — 13 de maio de 1996), estudante, filha do proprietário Tiago Afonso Romano, natural de Aljustrel (freguesia da Messejana), e de Alice Tavares de Almeida Afonso Romano, doméstica, natural de Lisboa (freguesia de São José). Deste casamento nasceu o também catedrático de Direito Pedro Romano Martínez (1959-2023).
Licenciado em Direito, nas menções de Ciências Jurídicas (1947) e de Ciências Político-Económicas (1949), tornou-se advogado, admitido em 1950 na Ordem dos Advogados Portugueses. Nesse mesmo ano iniciou uma carreira académica como assistente da Faculdade de Direito de Lisboa. Em 1953 viria obter na mesma Faculdade o doutoramento em Ciências Político-Económicas (1953), tendo ascendido a professor extraordinário (1956) e a professor catedrático (1958). Foi autor de um Manual de Direito Corporativo (1971) e de um Manual de Economia Política (1973), matéria em que foi reconhecido especialista, e colaborou em numerosas publicações científicas, nacionais e estrangeiras. Foi professor convidado da Universidade Católica Portuguesa e do Departamento de Direito da Universidade Portucalense, no Porto.
Além de advogado e professor, foi também membro do Quadro Diplomático do Ministério dos Negócios Estrangeiros (1948-1956); consultor e administrador de empresas, operadoras no sector bancário e segurador.
Na Faculdade de Direito de Lisboa exerceu funções como secretário (1958-1967) e diretor (1971-1974).
Apoiante do Estado Novo, representativo na academia dos chamados «ultras» antes de 1974 e da direita «irredentista» depois da mudança do regime, na descrição de José Adelino Maltez, Soares Martinez foi procurador à Câmara Corporativa (1960-1968) e Ministro da Saúde e Assistência (1962-1963), sob a chefia de António Salazar. 
No período subsequente ao 25 de abril de 1974 foi cronista político dos jornais O Dia, O Diabo, O Debate, A Rua e Diário Popular.
Foi sócio-efectivo da Academia das Ciências de Lisboa, sócio-correspondente do Instituto Histórico e Geográfico Brasileiro da Real Academia de la Historia, em Madrid, e da Academia Nacional de História da Venezuela.